# Objektiver Idealismus
Der objektive Idealismus ist eine Weltsicht, in der dem materiellen Sein ein geistiges Sein zugrunde liegt. Er steht als philosophische Auffassung ontologisch im Gegensatz zum Materialismus. Zugleich ist er vom Spiritualismus abzugrenzen.
Während der subjektive Idealismus die Abhängigkeit der Realität vom subjektiven Bewusstsein betont,  versteht der objektive oder absolute Idealismus die Realität als Form des Geistig-Ideellen und hält die Erfassung einer objektiven Wirklichkeit durch das denkende Bewusstsein für möglich.
Für diese Variante des Idealismus stehen exemplarisch die Philosophie Platons und der Deutsche Idealismus. Wichtige Philosophen des Deutschen Idealismus in der Nachfolge von Immanuel Kant sind Georg Wilhelm Friedrich Hegel und Friedrich Wilhelm Joseph von Schelling als objektive Idealisten, während Johann Gottlieb Fichte einen subjektiven Idealismus vertrat. 
Moderne Vertreter eines objektiven Idealismus sind z. B. Vittorio Hösle, Dieter Wandschneider und Robert Brandom. 
Rudolf Steiner bezeichnete 1925 seine eigene philosophische Position ebenfalls als objektiven Idealismus. 1891 führt er den Begriff als Folge der in "Wahrheit und Wissenschaft" begründeten Erkenntnistheorie ein und grenzt ihn einerseits gegen den Erfahrungsbegriff des Positivismus und des Neukantianismus und andererseits gegen Hegels absoluten Idealismus ab.